# Brajkovac, Prijepolje
Brajkovac (izvirno srbsko Брајковац) je naselje v Srbiji, ki upravno spada pod Občino Prijepolje; slednja pa je del Zlatiborskega upravnega okraja.

## Demografija
V naselju živi 72 polnoletnih prebivalcev, pri čemer je njihova povprečna starost 46,4 let (44,0 pri moških in 49,0 pri ženskah). Naselje ima 27 gospodinjstev, pri čemer je povprečno število članov na gospodinjstvo 3,22.
To naselje je, glede na rezultate popisa iz leta 2002, večinoma srbsko.
|  |

| Demografija | Demografija     | Demografija     |
| Leto        | Št. prebivalcev | Št. prebivalcev |
| ----------- | --------------- | --------------- |
|             |                 |                 |
|             |                 |                 |
|             |                 |                 |
|             |                 |                 |
| 1948        | 297             |                 |
| 1953        | 324             |                 |
| 1961        | 327             |                 |
| 1971        | 303             |                 |
| 1981        | 247             |                 |
| 1991        | 145             | 145             |
| 2002        | 87              | 87              |
|             |                 |                 |

| Etnična sestava po popisu iz leta 2002 | Etnična sestava po popisu iz leta 2002 | Etnična sestava po popisu iz leta 2002 | Etnična sestava po popisu iz leta 2002 | Etnična sestava po popisu iz leta 2002 |
| -------------------------------------- | -------------------------------------- | -------------------------------------- | -------------------------------------- | -------------------------------------- |
| Srbi                                   | Srbi                                   |                                        | 78                                     | 89,65%                                 |
| Muslimani                              | Muslimani                              |                                        | 9                                      | 10,34%                                 |
| Neznano                                | Neznano                                |                                        | 0                                      | 0,0%                                   |